# Martin Zeiller
Martin Zeiller (ur. 17 kwietnia 1589 w Ranten, zm. 6 października 1661 w Ulm) – niemiecki pisarz, geograf (topograf) i tłumacz.
Urodził się w rodzinie protestanckiej osiadłej w Górnej Styrii w Austrii. Z powodów religijnych rodzina Zeillerów emigrowała do Niemiec. Do gimnazjum uczęszczał Zeiller w Ulm. W 1608 rozpoczął studia w Wittenberdze. Po studiach, w latach 1612-1629 pracował jako nauczyciel domowy, sekretarz i notariusz u protestanckich rodzin szlacheckich w Górnej Austrii (m.in. w Linzu). W czasie kontrreformacji zmuszony był opuścić Austrię. Od 1629 mieszkał i pracował w Ulm. Sprawował tam eksponowane urzędy w szkolnictwie - był m.in. nadzorcą gimnazjum (od 1633) i inspektorem szkół niemieckich (od 1643).
Zeiller był typowym barokowym polihistorem i pisarzem-kompilatorem. Jako autor ogromnej liczby książek (w bibliotece miejskiej w Ulm jest 90 tytułów) najbardziej wsławił się napisaniem tekstu do znanego dzieła Matthäusa Meriana Topographia Germaniae, 1642–1655. Pisał także popularne w swoim czasie przewodniki podróżne (1632–1640) i różnego rodzaju leksykony.

## Dzieła
- M.Z. Topographia Bohemiæ, Moraviæ et Silesiæ : das ist, Beschreibung vnd eigentliche Abbildung der Vornehmsten undbekandtisten Stätte, vnd Plätze, in dem königreich Boheim vnd einverleibten Landern, Mähren, und Schlesien.das ist, Beschreibung und eigentliche Abbildung der Vornehmsten, und bekandtisten Stätte, und Plätze, in dem Königreich Boheim und einverleibten Landern, Mähren, und Schlesien, [Frankfurt a. M.] 1925.
- Topographia Electorat(us)Brandenburgici et Ducatus Pomeraniae etc., das ist, Beschreibung der Vornembsten und bekantisten Stätte und Plätz in dem hochlöblichsten Churfürstenthum und March Brandenburg und dem Herzogentum Pomeren zu : sampt einem doppelten Anhang, 1. Vom Lande Preußen unnd Pomerellen, 2. Von Lifflande und selbige berüffenisten Orten, [Frankfurt a. M.] [1926].